# Коррел, Михаэль
Михаэль Коррел (нидерл. Michael Korrel, род. 27 февраля 1994, Нидерланды) — нидерландский дзюдоист, призёр чемпионатов мира 2019 и 2022 годов, чемпион и призёр чемпионатов Европы.

## Биография
Родился в 1994 году. Он начал заниматься дзюдо в возрасте 5 лет в своем родном городе Вианен в пригороде Утрехта. В сборной с 2015 года.  
На чемпионате Европы в 2016 году в России завоевал бронзовую медаль в категории до 100 кг. 
На предолимпийском чемпионате мира 2019 года, который проходил в Токио, завоевал бронзовую медаль, переиграв в поединке за третье место соперника из Южной Кореи Чо Гу Хама.